# Афанасьев, Евгений Владимирович
Евге́ний Влади́мирович Афана́сьев (род. 25 мая 1947, Ростов-на-Дону) — российский дипломат. Чрезвычайный и полномочный посол (1997). Заслуженный работник дипломатической службы Российской Федерации (2016).

## Биография
В 1970 году окончил МГИМО МИД СССР и с того же года трудился по линии МИД СССР. Владеет китайским, английским и французским языками.
В 1970—1975 годах — атташе посольства СССР в Китае.
В 1975—1976 годах — атташе Первого дальневосточного отдела МИД СССР.
В 1976—1984 годах — третий секретарь, второй секретарь, первый секретарь посольства СССР в США.
В 1985—1987 годы — главный помощник заместителя министра иностранных дел СССР, курирующего отношения со странами Азиатско-Тихоокеанского региона.
В 1987 году — советник Секретариата Министра иностранных дел СССР.
В 1987—1992 годах — советник посольства СССР, затем (с 1991) России в США.
В 1992—1994 годах — первый заместитель начальника Первого управления Азиатско-Тихоокеанского региона МИД России.
В 1994—1997 годах — директор Первого департамента Азии МИД России.
С 3 июня 1997 года по 25 декабря 2001 года являлся чрезвычайным и полномочным послом Российской Федерации в Южной Корее.
В 2001—2004 годах — директор Первого департамента Азии МИД России.
С 9 ноября 2004 по 3 февраля 2010 года являлся чрезвычайным и полномочным послом Российской Федерации в Таиланде и постоянным представителем при Экономической и социальной комиссии ООН для Азии и Тихого океана (ЭСКАТО) в Бангкоке по совместительству.
В 2010—2012 годах — директор Департамента кадров МИД России.
С 20 февраля 2012 по 29 января 2018 года — чрезвычайный и полномочный посол Российской Федерации в Японии.

## Дипломатический ранг
- Чрезвычайный и полномочный посланник 2 класса (2 июня 1993)[8]
- Чрезвычайный и полномочный посланник 1 класса (19 января 1995)[9]
- Чрезвычайный и полномочный посол (3 июня 1997)[10].

## Награды
- Орден Дружбы (4 марта 1998) — За большой вклад в проведение внешнеполитического курса России и многолетнюю добросовестную работу[11].
- Заслуженный работник дипломатической службы Российской Федерации (26 октября 2016 года) — за большой вклад в реализацию внешнеполитического курса Российской Федерации и многолетнюю добросовестную работу[12].
- Знак отличия «За безупречную службу» XXX лет (13 ноября 2005) — За заслуги в реализации внешнеполитического курса Российской Федерации и многолетнюю плодотворную работу[13].
- Благодарность Президента Российской Федерации (10 августа 2007) — За большой вклад в реализацию внешнеполитического курса России и обеспечение российских интересов в Юго-Восточной Азии[14].
- Орден святого благоверного князя Даниила Московского III степени (19 декабря 2009)[15]

## Семья
Женат, имеет сына и трёх дочерей.